# Coupe d'Europe féminine de rugby à XV
La Coupe d'Europe féminine de rugby à XV était une compétition de rugby à XV disputée par les équipes championnes des pays européens et organisée par la FIRA-Association Européenne de Rugby. Les finales se déroulaient en matches aller-retour. Seules deux éditions eurent lieu, la première opposant deux équipes, le Montpellier RC et l’INEF Barcelone.

## Palmarès
| N° | Édition   | Vainqueur       | Finaliste      | Score      | Dates                              |
| -- | --------- | --------------- | -------------- | ---------- | ---------------------------------- |
| 1  | 2007-2008 | Montpellier RC  | INEF Barcelone | 31-8 22-3  | 22 décembre 2007 - 19 avril 2008   |
| 2  | 2008-2009 | USAP XV féminin | Getxo Artea RT | 19-11 82-3 | 1er février 2009 - 22 février 2009 |